# Újraegyesült Nemzeti Párt
Az Újraegyesült Nemzeti Párt (Herenigde Nasionale Party) egy politikai párt volt Dél-Afrikában az 1940-es években. Daniel François Malan Megtisztított Nemzeti Pártjából és James Hertzog "szakadár" afrikáner nacionalista frakciója (ami az Egyesült Pártból vált ki) 1940-es újraegyesítéséből jött létre.
Hertzog 1934-ben a választók nyomására a nagy gazdasági világválság idején a Nemzeti Pártot Jan Smuts Dél-Afrikai Pártjával egyesítette, így alakult meg az Egyesült Párt. Hertzog azonban 1939-ben több képviselőtársával távozott a pártból, mert nem értett egyet azzal, hogy, hogy a britek oldalán lépjen be a második világháborúba.

## Fordítás
Ez a szócikk részben vagy egészben  a   Herenigde Nasionale Party című angol Wikipédia-szócikk ezen változatának fordításán alapul.  Az eredeti cikk szerkesztőit annak laptörténete sorolja fel. Ez a jelzés csupán a megfogalmazás eredetét és a szerzői jogokat jelzi, nem szolgál a cikkben szereplő információk forrásmegjelöléseként.